# هام (طعام)

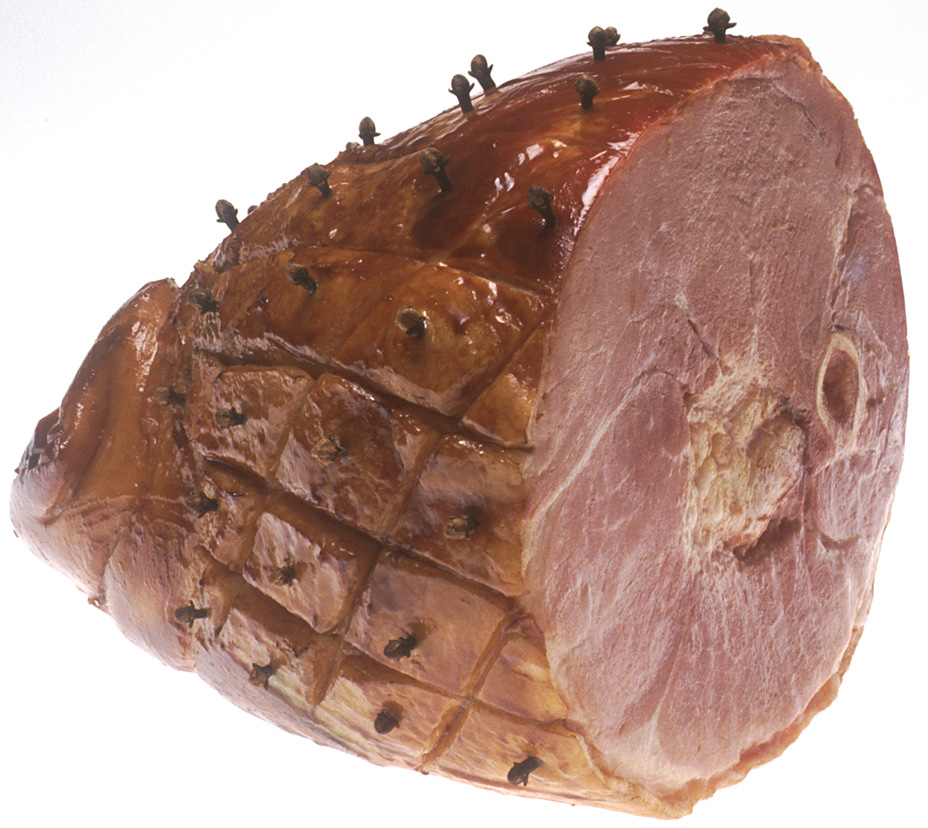

الهام (بالإنجليزية: Ham)‏ أو الجَمبُون (بالفرنسية: Jambon) أو الشِّنكِن (بالألمانية: Schinken) اسم يطلق على لحم الفخذ لبعض الحيوانات، لاسيما الخنازير، لحوم الهام التي تباع اليوم تكون مطبوخة بالكامل ومعالجة ولها عدة أشكال منها وأنواع منها، كلمة هام (Ham) مأخوذة من اللغة الإنجليزية القديمة وتعني جوف أو التواء الركبة.

## لحم الهام في دول العالم

### فرنسا
- البايون (Bayonne):وهو لحم هام مجفف ومملح أخذ أسمه من مدينة بايون الفرنسية.
- جَمبُون باريس أو الجَمبون الباريسي: لحم هام رطب ومعالج وبدون عظم، يتم تقديمه باردا على شكل قطع رقيقة.